# Ademola Adeshina
Ademola Adeshina (Ibadán, Nigeria, 4 de junio de 1964) es un exfutbolista y entrenador de fútbol de Nigeria que jugaba en la posición de centrocampista. Actualmente es supervisor técnico del Prime FC.

## Carrera

### Club
| Periodo   | Club                 |
| --------- | -------------------- |
| 1980-1982 | Abiola Babes         |
| 1982-1988 | Shooting Stars SC    |
| 1988-1989 | Germinal Ekeren      |
| 1989-1990 | Shooting Stars SC    |
| 1990-1991 | FC Namur             |
| 1991-1996 | AC Hemptinne-Eghezée |

### Selección nacional
Jugó para Nigeria en 47 ocasiones de 1982 a 1990 y anotó nueve goles; participó en los Juegos Olímpicos de Seúl 1988 y en cuatro ediciones de la Copa Africana de Naciones, saliendo finalista en tres de ellas.

## Logros
- Liga Premier de Nigeria (1): 1983